# اریک فرلینده
اریک فرلینده (هلندی: Erik Verlinde؛ زاده ۲۱ ژانویهٔ ۱۹۶۲) یک فیزیک‌دان و نظریه‌پرداز در زمینه فیزیک نظری اهل هلند است.